# Глен-Коутс, Томас
Томас Глен-Коутс (англ. Thomas Glen-Coats; 5 мая 1878, Пейсли, Ренфрушир — 7 марта 1954, Глазго) — британский яхтсмен, чемпион летних Олимпийских игр 1908 года.
На Играх 1908 года в Лондоне Глен-Коутс соревновался в классе 12 м. Его команда выиграла две гонки и в итоге заняла первое место.